# Kamieniok
Kamieniok – niewielka, kręta struga w Raciborzu, w dzielnicy Brzezie. Swój bieg kończy wpadając do Plęśnicy, niedaleko jej ujścia do Kanału Ulga. W okresie międzywojennym znaczna część strugi stanowiła granicę polsko-niemiecką.